# Zanthoxylum lomincolum
Zanthoxylum lomincolum är en vinruteväxtart som först beskrevs av Ignatz Urban, och fick sitt nu gällande namn av Brother Alain. Zanthoxylum lomincolum ingår i släktet Zanthoxylum och familjen vinruteväxter. Inga underarter finns listade i Catalogue of Life.